# 中薗盛孝
中薗 盛孝（なかその もりたか、1890年〈明治23年〉11月22日 - 1943年〈昭和18年〉9月9日）は、日本の陸軍軍人。最終階級は陸軍中将。

## 経歴
鹿児島県川辺郡、のちの川辺町（現南九州市）で、役場書記・中薗平左衛門の三男として生まれる。川辺中学を経て、1912年（明治45年）5月、陸軍士官学校（24期）を卒業。同年12月、砲兵少尉に任官し野砲兵第6連隊付となる。1915年（大正4年）12月、陸軍砲工学校高等科を卒業。大阪砲兵工廠員、陸士生徒隊付などを経て、1922年（大正11年）11月、陸軍大学校（34期）を卒業した。翌月、野砲兵第6連隊中隊長に就任。
1923年（大正12年）12月、参謀本部付勤務となり、参謀本部員、第15師団参謀、第3師団参謀、陸軍野戦砲兵学校教官を歴任し、1927年（昭和2年）7月、砲兵少佐に昇進。1930年（昭和5年）12月、陸大専攻学生となり、野砲兵第6連隊付、混成第8旅団参謀を経て、1932年（昭和7年）4月、砲兵中佐に進級。1933年（昭和8年）12月、第4師団参謀に就任し、第16師団留守参謀、陸大教官を歴任し、1935年（昭和10年）12月、砲兵大佐に昇進。
1937年（昭和12年）8月、兵科を航空兵科に転じ航空兵大佐となり浜松陸軍飛行学校教官に就任。同年11月、飛行第6大隊長に転じ、飛行第7連隊長を経て、1938年（昭和13年）8月、飛行第60戦隊長となり日中戦争に出征。同年12月、浜松飛行学校付に転じ帰国。1939年（昭和14年）3月、陸軍少将に進級。同年7月、第1飛行団長に発令され、水戸陸軍飛行学校長を経て、1941年（昭和16年）10月、陸軍中将に進み陸軍航空技術学校長となる。
太平洋戦争には、1942年（昭和17年）7月、第3飛行師団長として出征。1943年（昭和18年）9月、搭乗機が広東上空で撃墜され戦死した。

## 栄典
- 1913年（大正2年）2月20日 - 正八位[2]

## 親族
- 長男 中薗淳（陸軍大尉）

## 伝記
- 『中薗将軍追悼録』